# Svatý Hallvard
Svatý Hallvard, norsky Hallvard Vebjørnsson (asi 1020 – 1043), je norský mučedník a patron města Osla. Jeho podoba se nachází na vlajce i na znaku města. Jeho atributy rukou mlýnský kámen a tři šípy, což souvisí s legendou o jeho mučednictví: Hallvard prý bránil těhotnou ženu před útokem tří mužů a vzal ji k sobě na loď. Útočníci však ženu i jejího ochránce zastřelili šípy, a poté se pokusili Hallvardovo tělo utopit v Drammensfjordu zatížené mlýnským kamenem, aby zakryli svůj zločin. Mrtvý světec však zůstal na hladině, a tím je usvědčil. Hallvardův svátek se slaví 15. května a je to zároveň Den Osla.

## Legenda
Hallvard byl synem náčelníka Vebjørna Husaby z osady Lier v dnešním kraji Drammen na západ od Osla. Původně byl obchodníkem a plavil se často za obchodem na různé ostrovy v Baltském moři. Jednou seděl na břehu Drammensfjordu, když k němu náhle přišla těhotná žena a prosila ho, aby jí vzal pod svou ochranu. Hallvard jí tedy vzal na svůj člun. Když ale vypluli na fjord, všiml si Hallvard jiné lodi, která rychle plula přímo k nim. Zeptal se ženy, zda zná ty tři muže, kteří k nim připlouvají. Ona odvětila, že ano a že připlouvají kvůli tomu, že ji podezírají z krádeže věcí z domu jejich bratra. Muži ji prý chtějí kvůli tomu zabít, ale ona je nevinná. Hallvard jim tedy odmítl ženu vydat, dokud nepřivedou svědka nebo nepředloží důkazy. Dodal, že bezbranná těhotná žena má právo bránit se možnému bezpráví. Cizí muži na druhé lodi se však velmi rozhněvali a jeden z nich vystřelil svůj šíp Hallvardovi přímo do hrudi. Ostatní dva muži pak zabili svými šípy ženu. Mrtvému Hallvardovi pověsili na krk mlýnský kámen, který našli v jeho lodi, a hodili ho do vody. Mrtvou ženu pak pohřbili na břehu fjordu. Nedlouho poté však našli rybáři z Lieru tělo zavražděného Hallvarda, které vyplavalo na hladinu i s těžkým mlýnským kamenem na krku. To považovali všichni za boží znamení a Hallvard byl prohlášen za svatého. Celá událost se podle historických pramenů stala v roce 1043, tedy nedlouho před založením města Osla. Svatý Hallvard byl zvolen patronem Osla, na věčnou jeho památku je od té doby ve znaku města i s vražednými šípy, mlýnským kolem i nebohou dívkou.